# Руфинка болна легнала
„Руфинка болна легнала“ е популярна родопска песен, изпълнявана от Валя Балканска, Георги Чилингиров , Фейм Джигов и други български певци и инструманталисти. Особена слава добива с изпълнението на Васил Михайлов във филма „Края на песента“ (1971 г.)
В село Попрелка има поставен малък паметник на Руфие Чакалова (Руфинка), тъй като според местното предание девойката е живяла и починала в селото им. Тук така и наричат бялата кандилка – Руфинкиното цвете.